# 维克托·斯托尔贝里
维克托·斯托尔贝里（瑞典語：Viktor Stålberg，1986年1月17日—），瑞典男子冰球运动员，场上位置是前锋。他曾代表瑞典国家队参加2018年冬季奥林匹克运动会冰球比赛，获得第5名。